# Schoutedenomyia langi
Schoutedenomyia langi är en tvåvingeart som först beskrevs av Charles Howard Curran 1928.  Schoutedenomyia langi ingår i släktet Schoutedenomyia och familjen stilettflugor.
Artens utbredningsområde är Kongo. Inga underarter finns listade i Catalogue of Life.